# Euprepoptera sylvatica
Euprepoptera sylvatica är en insektsart som beskrevs av Popov, G.B. och Fishpool 1992. Euprepoptera sylvatica ingår i släktet Euprepoptera och familjen gräshoppor. Inga underarter finns listade i Catalogue of Life.